# Papyruswürger

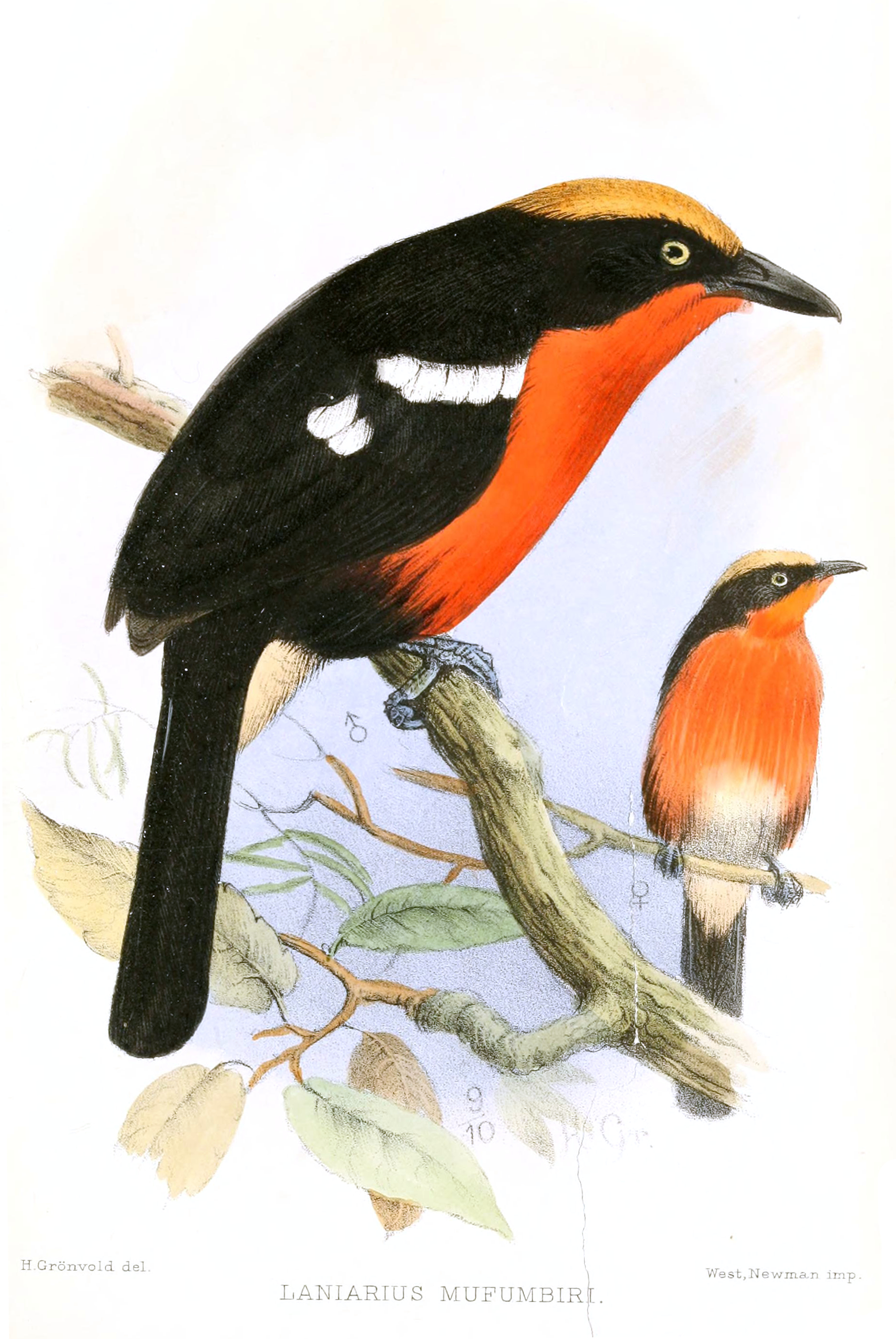
Papyruswürger

Der Papyruswürger (Laniarius mufumbiri) ist eine Vogelart aus der Familie der Buschwürger (Malaconotidae).
Der Vogel kommt in Burundi, in der Demokratischen Republik Kongo, in Kenia, Ruanda, Tansania und Uganda vor.
Der Lebensraum umfasst Papyrus-Sumpfgebiete von 1100 meist bis 1600, mitunter auch bis 2050 m Höhe.
Der Artzusatz bezieht sich auf Mufumbiri Volcanoes, eine andere Bezeichnung für die Virunga-Vulkane im Grenzgebiet zwischen Ruanda, Uganda und der  Demokratischen Republik Kongo.
Dieser Buschwürger ist ein Standvogel.

## Merkmale
Die farbenfreudige Art ist 17–19 cm groß und wiegt 34–46 g. Das Männchen ist von Stirn bis über den Nacken nach hinten matt goldgelb, Zügel, um die Augen, Ohrdecken, seitlich am Nacken und auf der Oberseite einschließlich Schwanz schwarz mit leichtem Glanz. Der Bürzel ist flauschig mit weißlichen Spitzen und versteckten subterminalen Flecken. Die mittleren Flügeldecken sind weiß mit schwarzer Basis, die größeren Flügeldecken sind schwarz, die innersten haben weiße Ränder außen. Kinn und Kehle sind rot mit orangefarbenem Einschlag. Brust und Unterseite sind rosarot, die Flanken weiter hinten schwarz. Die Unterschwanzdecken sind matt weiß, die Unterflügeldecken schwarz. Die Iris ist blass zitronengelb, der Schnabel schwarz, die Beine schieferfarben. Die Geschlechter unterscheiden sich nicht.
Jungvögel sind deutlich farbloser mit olivfarbenem Scheitel, matt gelblicher Kehle und schmutzig rosa-oranger Unterseite, auch haben sie weiße Flecken in den Deckflügeln, Kinn und Kehle sind gelblichbraun, die Flanken hinten schwärzlich und die Augen sind graubraun.
Die Art unterscheidet sich vom Goldscheitelwürger (Laniarius barbarus) durch das Weiß in den Flügeln, den wesentlich weniger massigen Schnabel, durch schlankere Füße und längere, weniger deutlich gebogene Krallen. Sie ist auch dem Scharlachwürger (Laniarius erythrogaster) ähnlich, hat aber einen goldgelben Scheitel, schmale weiße Flügelbinden und eine orangerote Unterseite.
Die Art ist monotypisch.

## Stimme
Der Ruf des Männchens wird als gern zweitöniges, hohl klingendes, Gong-artiges "pyo-pyop" beschrieben, aber auch als "wi-onk wi-onk" oder "chonk-chonk", gern auch im Duett oder mit "zeetu", "tzrrrr" oder "chh-t-chh" beantwortet.

## Lebensweise
Die Nahrung besteht hauptsächlich aus kleinen Insekten wie Feuerameisen, Käfern, Zweiflüglern, Bienen und Wespen, Raupen, auch kleinen Schnecken und Früchten, die einzeln und paarweise in dichtem Bewuchs gesucht werden, manchmal auch durch kurze Flüge über offenes Wasser.
Die Brutzeit liegt wohl hauptsächlich im September und Februar in Kenia. Die Art ist standorttreu.

## Gefährdungssituation
Der Bestand gilt als „potentiell gefährdet“ (Near Threatened) aufgrund des spezialisierten Lebensraumes.